# Jo Jung-suk
Jo Jung-suk (kor. 조정석, ur. 26 grudnia 1980 w Seulu) – południowokoreański aktor, piosenkarz i model.

## Filmografia

### Filmy
| Rok  | Tytuł                                  | Tytuł oryginalny        | Rola                           |
| ---- | -------------------------------------- | ----------------------- | ------------------------------ |
| 2012 | Architecture 101                       | 건축학개론              | Nabddeuki                      |
| 2012 | Almost Che                             | 강철대오: 구국의 철가방 | Hwang Young-min / Kang Moon-mo |
| 2013 | The Face Reader                        | 관상                    | Paeng-heon                     |
| 2014 | The Fatal Encounter                    | 역린                    | Sal-soo                        |
| 2014 | My Love, My Bride                      | 나의 사랑 나의 신부     | Young-min                      |
| 2015 | The Exclusive: Beat the Devil's Tattoo | 특종: 량첸살인기        | Heo Moo-hyuk                   |
| 2016 | Siganitalja                            | 시간이탈자              | Baek Ji-hwan                   |
| 2016 | Hyeong                                 | 형                      | Doo-sik                        |

### Telewizja
| Rok  | Tytuł                                                | Tytuł oryginalny | Rola                         | Uwagi |
| ---- | ---------------------------------------------------- | ---------------- | ---------------------------- | ----- |
| 2011 | What's Up?                                           | 왓츠 업          | Kim Byung-gun                | MBN   |
| 2012 | The King 2 Hearts                                    | 더킹 투하츠      | Eun Shi-kyung                | MBC   |
| 2013 | You're the Best, Lee Soon-shin                       | 최고다 이순신    | Shin Joon-ho                 | KBS2  |
| 2015 | O naui gwisinnim                                     | 오 나의 귀신님   | Kang Sun-woo                 | tvN   |
| 2016 | Jiltueui hwasin                                      | 질투의 화신      | Lee Hwa-shin                 | SBS   |
| 2016 | Legend of the Blue Sea – Legenda o Błękitnym Oceanie | 푸른 바다의 전설 | Yoo Jeong-hoon               | SBS   |
| 2017 | Two Cops                                             | 투깝스           | Cha Dong-tak / Gong Su-chang | MBC   |